# Sphaerella oblivia
Sphaerella oblivia är en svampart som beskrevs av Cooke 1871. Sphaerella oblivia ingår i släktet Sphaerella och familjen Mycosphaerellaceae.   Inga underarter finns listade i Catalogue of Life.